# Сан Ђузепе (Терамо)
Сан Ђузепе је насеље у Италији у округу Терамо, региону Абруцо.
Према процени из 2011. у насељу је живело 84 становника. Насеље се налази на надморској висини од 111 м.